# John Amaechi
John Uzoma Ekwugha Amaechi (Boston, 26 novembre 1970) è un ex cestista e attivista britannico con cittadinanza statunitense, professionista nella NBA e in Europa.

## Carriera
Attualmente lavora come broadcaster ed è attivista politico nel Regno Unito.

## Vita privata
Il 18 febbraio 2007 fece coming out, rivelando di essere omosessuale. Fu il primo giocatore NBA in assoluto a dichiarare la propria omosessualità nella storia.

## Palmarès
- Coppa Intercontinentale: 1

Panathinaikos: 1996